# Aureville
Aureville è un comune francese di 724 abitanti situato nel dipartimento dell'Alta Garrota nella regione dell'Occitania.

## Società

### Evoluzione demografica
Abitanti censiti